# Сирота Михайло Дмитрович
Михайло Дмитрович Сирота́ (17 липня 1956, Черкаси — 25 серпня 2008, Узин) — український політик, Голова Трудової партії України, народний депутат України 2-го, 3-го та 6-го скликань, один з авторів Конституції України. Кандидат технічних наук, доцент.

## Біографія
Народився 17 липня 1956 року у місті Черкаси в родині учителів. Українець.

## Родина та особисте життя
Дружина — Ірина Євгенівна — економіст.
Син — Дмитро — юрист.

## Освіта
Закінчив Черкаський інженерно-технологічний університет в 1980 році, інженер-будівельник.

## Кар'єра
- 1973 року — лаборант ЗОШ № 22 міста Черкаси.
- 1974—1975 рр. — кресляр проектно — конструкторського бюро Черкаського обласного управління торгівлі.
- 1976—1979 рр. — старший технік, інженер Черкаської філії Київського інженерно-будівельного інституту.
- 1979—1982 рр. — інженер, асистент кафедри будівництва Черкаської філії Київського політехнічного інституту.
- 1982—1985 рр. — аспірант Київського інженерно-будівельного інституту.
- 1986—1990 рр. — асистент, доцент кафедри прикладної механіки, заступник декана.
- 1988—1990 рр. — декан факультету роботи з іноземними студентами
- Листопад 1990 року — заступник директора з навчальної роботи Черкаської філії Київського політехнічного інституту.
- 1994 року — проректор з навчальної роботи Черкаського інженерно-технологічного інституту.

Член-кореспондент Української академії наук національного прогресу.
Був головою Черкаської обласної організації НДП, червень 1997 року — червень 1998 року — член Політради і політвиконкому НДП, секретар НДП.
Голова Комісії з доопрацювання та узгодження проекту Конституції України 1998 року.
Член Комісії з доопрацювання та узгодження проектів Кримінального, Кримінально-процесуального та Кримінально-виконавчого кодексів України липень 1998 року по листопад 2001 року.
Радник Президента України (поза штатом) червень — жовтень 2006 року.
Народний депутат України 2 скликання з квітня 1994 року (2-й тур) до квітня 1998 року, Придніпровський виборчий округ № 418, Черкаської області, висунутий виборцями.
Липень 1994 року по квітень 1998 року — заступник голови Комітету з питань екологічної політики.
Керівник групи «Конституційний центр» (до цього — керівник групи «Центр»). На час виборів — Черкаський інженерно — технологічний інститут, проректор. 1-й тур: з'яв. 63,8 %, за 17,52 %. 2-й тур: з'яв. 55,8 %, за 55,19 %. 11 суперників (основний — Губар С. І., н. 1936, член ДемПУ; Черкаський інженерно-технологічний інститут, завідувач кафедри; член Національної ради ДемПУ.; 1-й тур — 22,15 %, 2-й тур — 33,16 %).
Березень 1998 року — кандидат в народні депутати України від НДП, № 4 в списку.
Народний депутат України 3-го скликання березень 1998 року по квітень 2002 року, виборчий округ № 200, Черкаської області. З'яв. 63,9 %, за 26,9 %, 18 суперників. На час виборів — народний депутат України, Член НДП.
Уповноважений представник фракції ПРП «Реформи-центр» грудень 1998 року по квітень 1999 року.
Уповноважений представник фракції Трудової партії України квітень 1999 року по січень 2000 року, позафракційний з січна по березень 2000 року.
Член групи «Солідарність» березень 2000 року по квітень 2001 року.
Член Комітету з питань охорони здоров'я, материнства та дитинства лютий 1999 року по лютий 2000 року.
Член Комітету з питань боротьби з організованою злочинністю і корупцією з лютого 2000 року.
Квітень 2002 року — кандидат в народні депутати України, виборчий округ № 200, Черкаська область, самовисування. За 8,40 %, 3 з 11 претендентів. На час виборів — народний депутат України Член Трудової партії України.
Березень 2006 року — кандидат в народні депутати України від Виборчого блоку політичних партій Б.Олійника та М.Сироти, № 2 в списку. На час виборів — голова Трудової партії України.
Народний депутат України 6-го скликання з дистопада 2007 року від Блоку Литвина, № 10 в списку. На час виборів — голова Трудової партії України.
Член фракції «Блок Литвина» з листопада 2007 року.
Перший заступник голови Комітету з питань правової політики з листопада 2007 року.
Голова Трудової партії України з червня 1999 року; співголова Народно-патріотичного об'єднання «За Україну» з липня 2001 року.

Могила Михайла Сироти

Загинув 25 серпня 2008 року в ДТП під містом Узин Білоцерківського району Київської області. Похований у Києві на Байковому кладовищі (ділянка № 52а).

## Нагороди і відзнаки

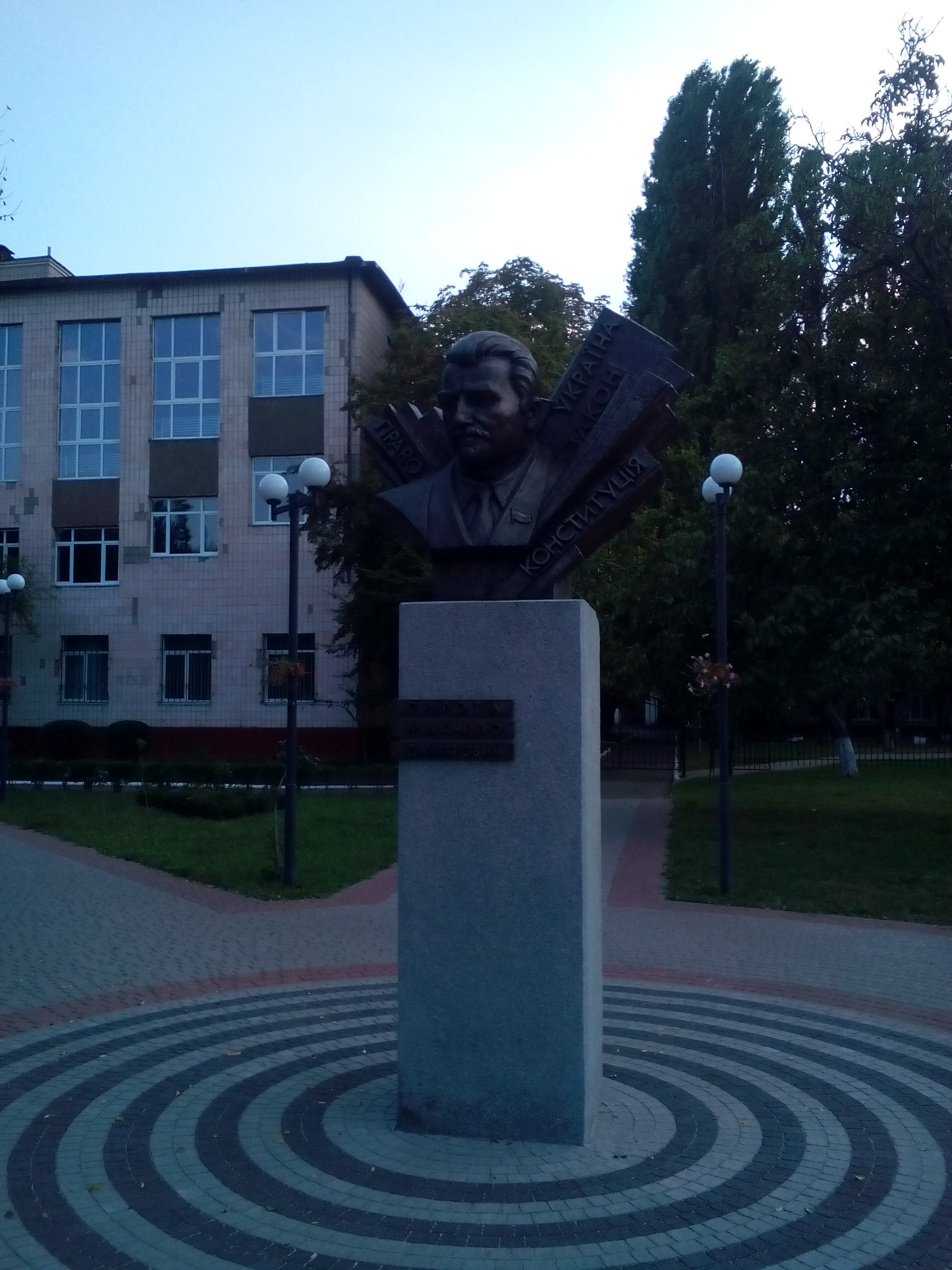
Погруддя Сироти перед ЧДТУ

- Орден «За заслуги» III ст. (11 грудня 1996) — за заслуги в розвитку української державності, активну участь у конституційному процесі[4]
- Лауреат Міжнародної премії ім. П.Орлика. «Найкращий парламентар року» (загальноукраїнського конкурс «Людина року», 1997)
- Орден Святого князя Володимира Великого II ст. (серпень 1998)
- Орден «За заслуги» II ст. (21 серпня 1999) — за самовіддану працю, визначні особисті заслуги в державному будівництві, соціально-економічному, науково-технічному і культурному розвитку України та з нагоди 8-ї річниці незалежності України[5]
- Орден «За заслуги» I ст. (26 червня 2008) — за вагомий особистий внесок у розвиток конституційних засад української державності, багаторічну сумлінну працю, високий професіоналізм та з нагоди Дня Конституції України[6]
- Орден Свободи (28 червня 2021, посмертно) — за значний особистий внесок у державне будівництво, зміцнення національної безпеки, соціально-економічний, науково-технічний, культурно-освітній розвиток Української держави, вагомі трудові досягнення, багаторічну сумлінну працю та з нагоди 25-ї річниці прийняття Конституції України[7]

Понад 30 наук. праць, монографія, навчальний посібник.
Володів польською мовою. Захоплення: політика, філософія.
2017 року перед Черкаським державним технологічним університетом, який закінчив Сирота та де він працював проректором, встановлено погруддя.